# ¡Esta!
¡Esta! es el quinto álbum de la banda de rock argentina Kapanga. Fue lanzado en 2004.

## Contenido
Este disco contiene algunos éxitos de la banda, entre ellos la canción «Postal» en la cual colaboró el cantante Andrés Ciro Martínez, «Desesperado», «Rock» y «Desearía», las cuales fueron lanzadas como cortes de difusión y tuvieron su respectivo video musical.

## Lista de canciones
1. «¡Esta!»
2. «Remolino»
3. «Los Ojos»
4. «Desesperado»
5. «Uglot 4»
6. «Flotar»
7. «El Beso del Adiós»
8. «Rompecabezas»
9. «Descanso»
10. «Buscar»
11. «Postal» (con Andrés Ciro Martínez)
12. «Rock»
13. «Desearía»
14. «Estimular»
15. «Mike Lentejo»
16. «Elle»
17. «Locos»

## Personal

### Músicos
- Martín Fabio – Voz líder.
- Mariano Arjones – Teclados y programación.
- Miguel De Luna Campos – Guitarra, coros y programación.
- Marcelo "Balde" Spósito – Bajo y coros.
- Claudio Maffia – Batería y coros.

### Invitados
- Gustavo Rowek – Batería y edición.
- Cristian Algañaraz – Coros, Técnico y Producción.
- Hugo Lobo – Trompeta.
- Fabian Silva – Trombón.
- Martino Gessualdi – Trombón.
- Sergio Colombo – Saxo Tenor.
- Latorre – Flauta.
- Eduardo Schmidt – Violín.
- Jean Mac Lean – Percusión.
- Pablo Guerra – Coros.
- Andrés Ciro Martínez – Voz invitada en «Postal».
- Mimi Maura – Voces.
- Tobias Fabio – Voces.
- Germán Sbarbati – Voces.
- Bianca Maffa – Voces.
- Valentina Spósito – Voces.
- Daniel Suárez – Voces.

### Personal adicional
- Foco – Arte.
- Gerónimo García – Edición digital.
- Guillermo Mandrafina – Asistente.
- Marzinho – Asistente.
- Pitu – Asistente.
- Sánchez – Asistente.
- Carlos Álvarez – Asistente.
- Anibalito – Asistente.
- Andrés Mayo – Masterización.
- María Laura Corneli Salgado – Dirección artística y Producción gráfica.
- Ary Szydlowski – Edición Digtal.
- Roberto Costa – Producción ejecutiva.
- F. Varela – Producción previa y Grabación.
- Alberto Moles – Producción ejecutiva.